# Javier Cercas
Javier Cercas Mena (Ibahernando, 6 aprile 1962) è uno scrittore e saggista spagnolo.
Cercas lavora anche come opinionista per il quotidiano spagnolo El País, e per anni è stato insegnante universitario di filologia. La sua opera è principalmente narrativa, e si caratterizza per la mescolanza di vari generi letterari, l'uso del cosiddetto romanzo non-fiction e l'unione di cronaca e saggio con la finzione. Ha anche realizzato varie traduzioni di opere di altri autori. A partire dal suo romanzo di successo Soldados de Salamina, le sue opere sono state tradotte in più di venti paesi e in più di trenta lingue.

## Biografia

### Infanzia e adolescenza

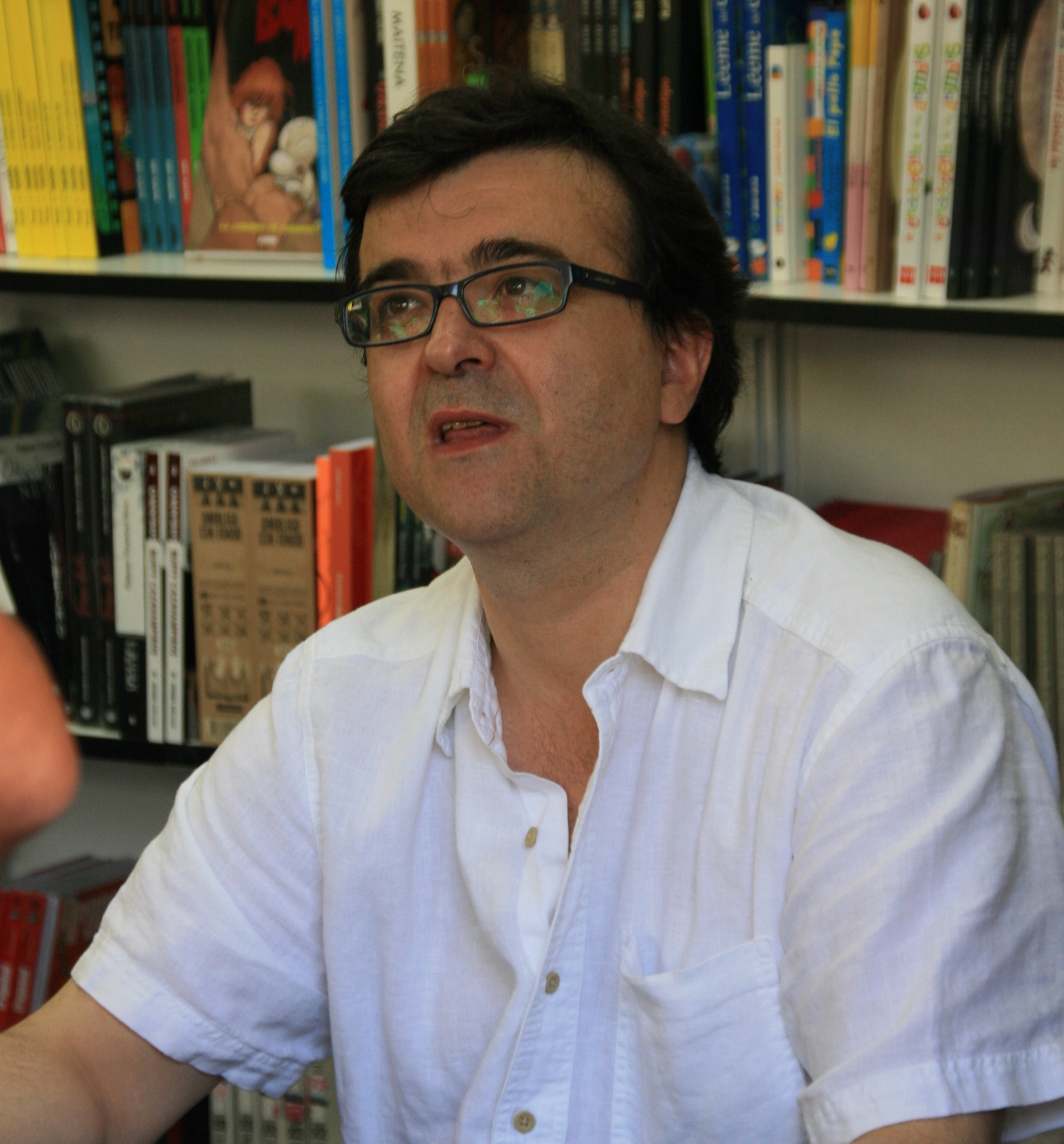
Javier Cercas mentre firma Anatomia di un istante alla Fiera del Libro di Madrid 2009.

Figlio di un veterinario di campagna e cugino di primo grado del politico Alejandro Cercas, Javier Cercas è nato a Ibahernando, un paesino della provincia di Cáceres, in Estremadura. Nel 1966, all'età di quattro anni, si trasferì con la famiglia a Gerona, dove compì gli studi. Fino all'età di quindici anni tornò tutte le estati al paese natale, conservando con i luoghi natii un rapporto strettissimo, che dura tuttora. Nel corso dell'adolescenza cominciò a interessarsi alla letteratura e al cinema, ed era solito consumare droghe leggere. Alcuni membri della sua famiglia, incluso suo padre, erano falangisti, ma nonostante ciò Cercas iniziò a farsi una propria opinione sulla guerra civile spagnola, leggendo molto riguardo all'argomento.

### Giovinezza e maturità

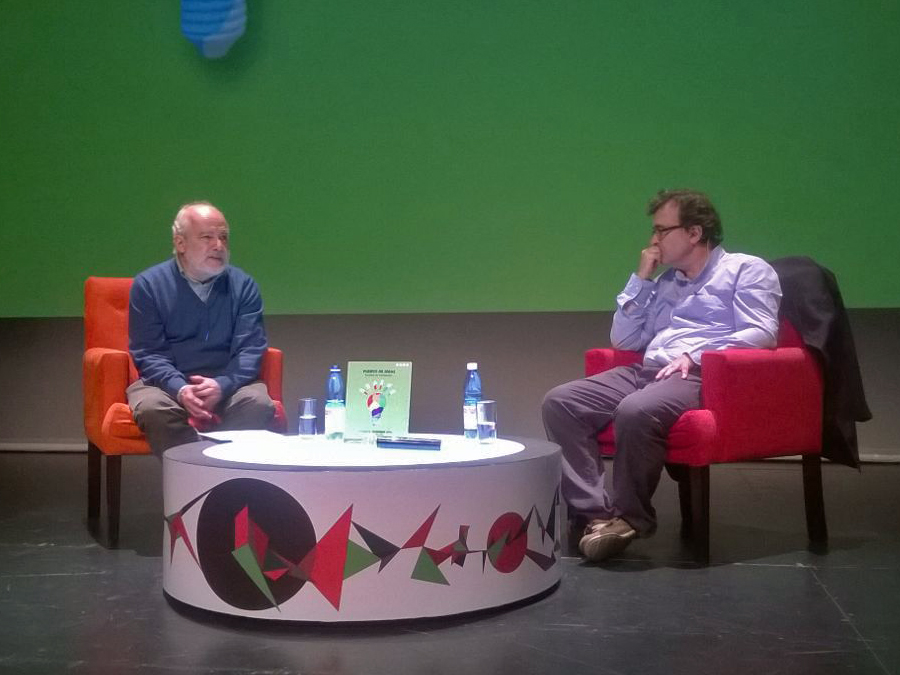
Javier Cercas durante un'intervista nel 2016

Nel 1985 si laureò in Filologia ispanica all'Università autonoma di Barcellona, e in seguito prese il dottorato nella stessa disciplina all'Università di Barcellona. Lavorò anche per due anni presso l'Università dell'Illinois (Urbana-Champaign) nel Midwest, negli Stati Uniti d'America. Qui scrisse il suo primo romanzo. Dal 1989 cominciò a lavorare come professore di letteratura spagnola all'Università di Girona, e al contempo scrisse articoli e recensioni per alcuni periodici. È infine un collaboratore abituale dell'edizione catalana di El País e del supplemento del sabato.
Dopo aver vissuto molti anni a Barcellona, Cercas tornò a Gerona con sua moglie e suo figlio nel 1999. Fino al 2000 Javier Cercas era un autore poco conosciuto. Questo si desume anche dal fatto che in un'antologia degli autori spagnoli pubblicata quell'anno, intitolata Páginas amarillas, il suo nome non era presente all'interno di una lista che comprendeva molti scrittori della sua generazione. Nonostante ciò, un suo amico, il rinomato scrittore cileno Roberto Bolaño, riconobbe in lui un talento fuori dal comune e lo esortò a continuare a scrivere.

### Consolidamento letterario
Nel 2001 pubblicò il romanzo Soldados de Salamina, che ne fece uno scrittore universalmente riconosciuto, ricevendo critiche eccellenti da autori del calibro di Mario Vargas Llosa, J. M. Coetzee, Doris Lessing, Susan Sontag e George Steiner. Le numerose vendite di questo romanzo gli permisero di dedicarsi esclusivamente all'attività di scrittore, lasciando l'incarico di professore universitario. Dal libro fu anche tratta due anni dopo una versione cinematografica, diretta dal regista spagnolo David Trueba.
Il suo romanzo seguente, La velocità della luce, pubblicato nel 2005, lo rivalutò ulteriormente come scrittore, e oltre a essere considerato il romanzo dell'anno da El País, ottenne vari premi letterari. Nei suoi romanzi successivi, Anatomia di un istante (2009), Le leggi della frontiera (2012), L'impostore (2014) e Il re delle ombre (2017), Cercas ha mantenuto un forte interesse per i temi storici della guerra civile spagnola e della transizione spagnola successiva alla fine del Franchismo.
La sua opera è stata tradotta in più di venti lingue. Egli stesso svolge anche l'attività di traduttore, traducendo opere di autori catalani contemporanei, nonché le opere di H. G. Wells.

## Stile ed influenze
La narrativa di Cercas si caratterizza per l'uso del romanzo non-fiction, in cui si mischiano fatti realmente accaduti con altri fittizi, senza che il limite che separa il reale dall'immaginario risulti sempre ben chiaro. Per lo scrittore, tutto il romanzo è autobiografico, ma deve anche condurre a una catarsi, ossia a una forma di salvezza. Questa maniera di concepire la letteratura, che Cercas applica nello strutturare e raccontare le sue storie, è stata apprezzata da molti, però ha anche generato critiche da parti di altri autori, come lo scrittore Félix de Azúa o il giornalista Arcadi Espada, i quali difendono la necessità di una maggiore nitidezza e distinzione tra finzione e realtà. Le sue opere tendono a essere generalmente ambientate in ambienti urbani, al tempo presente o in un passato non troppo lontano, e posseggono un tono piacevole e a tratti umoristico.
In quanto al processo di scrittura, secondo lo stesso Cercas, nonostante i suoi romanzi siano tutti molto diversi tra di loro, cominciano tutti con una domanda, e il libro altro non è che una ricerca della risposta a quella domanda, che alla fine, o non si trova, oppure è contenuta nella stessa domanda. Cercas afferma inoltre che al momento di iniziare a scrivere un nuovo romanzo, lui ha solo una vaga idea di come sarà, e questa idea va definendosi a mano a mano che si sviluppa. Il suo modello principale sono «i romanzi facili da leggere e difficili da capire», come nel caso del Don Chisciotte della Mancia, il suo romanzo preferito. Lo stesso Cercas ha infine riconosciuto nello scrittore argentino Jorge Luis Borges uno dei suoi principali modelli e stimoli per scrivere, avendolo iniziato a leggere all'età di 14 anni, e ha riconosciuto che per lui i due autori letterari più importanti sono Borges e Franz Kafka.

### Ideologia politica
I romanzi e le cronache di Cercas sono soliti possedere un forte contenuto politico, per il quale Cercas può essere definito un autore di tendenze di sinistra, sebbene fortemente critico dello stato attuale della sinistra nel suo paese. È inoltre un fervente oppositore della dittatura di Francisco Franco, e proprio per questo ha polemizzato con vari intellettuali, giornalisti e politici, riguardo alle responsabilità durante la guerra civile spagnola, la dittatura di Franco e la transizione spagnola. Tra questi, ha polemizzato con José Ignacio Wert e Gregorio Morán. Cercas si dichiara ateo e anticlericale, ma è molto interessato alla politica del Vaticano.
Cercas, che ha vissuto per quasi tutta la sua vita in Catalogna, si considera, per sua stessa ammissione, un «abitante dell'Estremadura catalanizzato o un catalano che non riesce a smettere di essere dell'Estremadura (o al contrario)». In Catalogna esiste un forte nazionalismo, che a volte porta con sé il desiderio di rendersi indipendente dalla Spagna. Cercas rifugge il nazionalismo in generale, poiché lo considera un mero fatto passionale, a differenza dell'indipendentismo, che è un tema politico, appena accennato, e al quale sarebbe disposto ad aderire se gli fosse dimostrato che l'indipendenza della Catalogna o dei Paesi Baschi possono portare reali benefici ai suoi abitanti. Questo antinazionalismo gli ha provocato dispute con altri scrittori e storici catalani, come Joan B. Culla, e lo ha portato a criticare apertamente i manifestanti nazionalisti simpatizzanti per l'ETA. Inoltre, si è mostrato favorevole a un'Europa federale o confederata.

## Opere

### Romanzi
- Il movente [El móvil], collana Prosa contemporanea, Milano, Guanda, 2004  [1987], ISBN 978-88-8246-690-9.
- Il nuovo inquilino [El inquilino], collana Narratori della Fenice, Milano, Guanda, 2011  [1989], ISBN 978-88-8246-581-0.
- La donna del ritratto [El vientre de la ballena], collana Narratori della Fenice, Milano, Guanda, 2008  [1997], ISBN 978-88-8246-760-9. ; riscritto e riedito nel 2014, trad. Pino Cacucci, Guanda, 2018, ISBN 978-88-2352-108-7.
- Soldati di Salamina [Soldados de Salamina], collana Narratori della Fenice, Milano, Guanda, 2002  [2001], ISBN 978-88-8246-419-6. [Storia di Rafael Sánchez Mazas durante la guerra civile spagnola ]
- La velocità della luce [La velocidad de la luz], collana Narratori della Fenice, Milano, Guanda, 2006  [2005], ISBN 978-88-8246-909-2. [Storia dell'amicizia tra uno scrittore ed un veterano della guerra in Vietnam]
- Anatomia di un istante [Anatomía de un instante], collana Narratori della Fenice, Milano, Guanda, 2010  [2009], ISBN 978-88-6088-643-9. [Storia del fallito colpo di Stato in Spagna del 23 febbraio 1981]
- Le leggi della frontiera [Las leyes de la frontera], collana Narratori della Fenice, Milano, Guanda, 2013  [2012], ISBN 978-88-235-0404-2.
- L'impostore [El impostor], collana Narratori della Fenice, Milano, Guanda, 2015  [2014], ISBN 978-88-235-1267-2.
- Il sovrano delle ombre [El monarca de las sombras], collana Narratori della Fenice, Milano, Guanda, 2017  [2017], ISBN 978-88-235-1812-4.
- Il folle di Dio alla fine del mondo [El loco de Dios en el fin del mundo], collana Narratori della Fenice, traduzione di Bruno Arpaia, Milano, Guanda, 2025.

#### TrilogiaTerra Alta
- Terra Alta [Terra Alta], traduzione di Bruno Arpaia, Milano, Guanda, 2020  [2019], ISBN 978-88-235-2613-6.
- Indipendenza [Independencia], traduzione di Bruno Arpaia, Milano, Guanda, 2021  [2021], ISBN 978-88-235-2845-1.
- Il castello di Barbablù [El castillo de Barbazul], collana noir, traduzione di Bruno Arpaia, Milano, Guanda, 2022  [2022], ISBN 978-88-235-3060-7.

### Raccolte di articoli
- Una buena temporada, 1998.
- Relatos reales, 2000.
- La verità di Agamennone (La verdad de Agamenón, 2006), Collana Biblioteca della Fenice, Milano, Guanda, 2012, ISBN 978-88-6088-692-7.
- Formas de ocultarse, 2016.

### Saggi
- La obra literaria de Gonzalo Suárez, 1993.
- J. Cercas-Bruno Arpaia, L'avventura di scrivere romanzi, Collana Piccola biblioteca, Parma, Guanda, 2013, ISBN 978-88-235-0529-2.
- Il punto cieco (El punto ciego, 2016), Collana Biblioteca della Fenice, Parma, Guanda, 2016, ISBN 978-88-235-1453-9.

### Altro
- Una oración por Nora, 2002.
- J. Cercas-David Trueba, Diálogos de Salamina: un paseo por el cine y la literatura, 2003.
- Cartes entre Sant Jordi & el Drac, 2013. [corrispondenza con Sergi Pàmies]